# Barrow (parish i Cumbria)
Barrow är en civil parish i distriktet Westmorland and Furness, i grevskapet Cumbria, i England. Civil parish är belägen 28 km från Lancaster. Det inkluderar Barrow-in-Furness, Beacon Hill, Biggar, Croslands Park, Hawcoat, Hindpool, Newbarns, North Scale, North Walney, Ormsgill, Rampside, Roa Island, Roose, Roosecote, Salthouse, South End, South Newbarns, Stank, Vickerstown, Water Garth Nook och Yarlside. Unparished area hade 55 489 invånare år 2021. Barrow-in-Furness var en civil parish 1866–1974 och en unparished area 1974–2023 i distriktet Barrow-in-Furness. Civil parishen inrättades den 1 april 2023.